# South San Gabriel, Kalifornien
South San Gabriel är en ort (CDP) i Los Angeles County, i delstaten Kalifornien, USA. Enligt United States Census Bureau har orten en folkmängd på 8 070 invånare (2010) och en landarea på 2,2 km².